# Prosper Auriol pare
Prosper Ambroise Eugène Auriol (Perpinyà. 5 d'abril de 1821 - 9 de novembre de 1870) va ser un banquer i polític nord-català.

## Biografia
Prosper Auriol era fill de Bernard Auriol i nebot de Jean-Jacques Lloubes, fundadors de la Banque Auriol-Lloubes. En 1843 comença a treballar al banc familiar. El 1863, amb el seu cosí Auguste Lloubes va prendre la direcció quan van morir els dos fundadors. El 1866 va morir Auguste i el banc pren el nom de Banque Auriol. Prosper Auriol va morir als 49 anys, deixant dos fills. La seva esposa, Delphine, es va fer càrrec de la direcció del banc, i el seu fill petit Prosper, aleshores amb nou anys, era massa petit per prendre la direcció de l'empresa familiar.
Mentre que Auguste va donar suport al Cop d'Estat francès de 1851 de Lluís Napoleó Bonaparte, Prosper es va mantenir del costat republicà. Va formar part del grup que va rellançar el diari republicà L'Indépendant des Pyrénées-Orientales en 1868. Va donar suport la candidatura d'Emmanuel Arago a les eleccions legislatives de 1869 i va formar part, després de la caiguda del Segon Imperi Francès, de la comissió municipal de Perpinyà.